# Hippeophyllum alboviride
Hippeophyllum alboviride är en orkidéart som beskrevs av Johannes Jacobus Smith. Hippeophyllum alboviride ingår i släktet Hippeophyllum och familjen orkidéer. Inga underarter finns listade i Catalogue of Life.